# 3888 Hoyt
A 3888 Hoyt (ideiglenes jelöléssel 1984 FO) a Naprendszer kisbolygóövében található aszteroida. Carolyn Shoemaker fedezte fel 1984. március 28-án.